# Guilly, Indre
Guilly är en kommun i departementet Indre i regionen Centre-Val de Loire i de centrala delarna av Frankrike. Kommunen ligger i kantonen Vatan som tillhör arrondissementet Issoudun. År 2022 hade Guilly 239 invånare.

## Befolkningsutveckling
Antalet invånare i kommunen Guilly
Referens:INSEE